# Maria Küchen

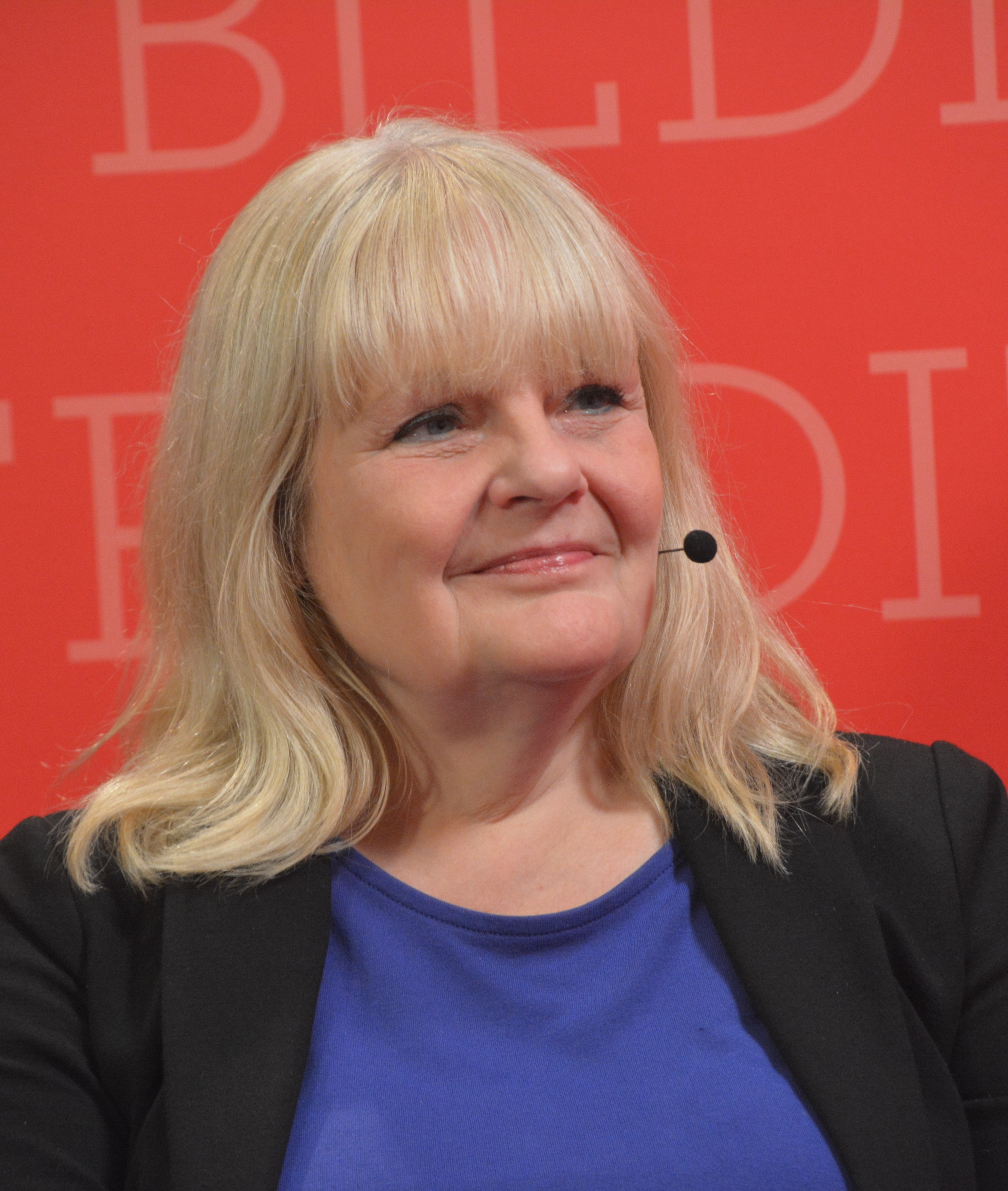
Maria Küchen på Bokmässan i Göteborg 2019.

Maria Birgitta Küchen, till 1998 Gummesson, född Svensson 26 mars 1961 i Stockholm, är en svensk författare och kulturjournalist.

## Biografi
Sedan debuten 1989 med Hos ljusmålaren har hon gett ut en rad romaner, diktsamlingar och facklitteratur. Hon har också skrivit prosa för barn och ungdomar bland annat Sång till en fjäril och Jag ser mig själv i en stulen spegel.
Hon var redaktör för Lyrikvännen 1998–1999 och medverkade 2009–2018 på tidningen Dagen som krönikör och kulturdebattör. Hon var i oktober 2015 månadens diktare på Sveriges Radio.
Küchen anger att hon år 2004 blev kristen i ett omvälvande gudsmöte och kom med i en församling. Hon var 2024 författare till årets upplaga av Ärkebiskopens fastebok Livets vatten: en dagbok från de yttersta öarna.

## Priser och utmärkelser
- 2004 – Guldprinsen
- 2016 – Samfundet De Nios Särskilda pris
- 2007 – Sigtunastiftelsens författarstipendium
- 2016 – Kernellpriset för boken Att flyga.[6]
- 2018 – Svenska Bibelsällskapets bibelpris

### Som Maria Gummesson
- 1989 – Hos ljusmålaren (dikter) Albert Bonniers förlag ISBN 91-0-047710-9
- 1990 – Hotell Kosmos (dikter) Albert Bonniers förlag ISBN 91-0-047863-6
- 1992 – Pennan i hjärtat! (prosa) Albert Bonniers förlag ISBN 91-0-055241-0
- 1993 – Drömlös (dikter) Albert Bonniers förlag ISBN 91-0-055594-0
- 1995 – Jordens sång till månen (lyrisk prosa) Albert Bonniers förlag  ISBN 91-0-055809-5
- 1996 – Eldsaga (prosa) Albert Bonniers förlag ISBN 91-0-056151-7
- 1997 – Välkommen till hjärtespalten: tjejer skriver och berättar (ungdomsbok) Natur & Kultur ISBN 91-27-06627-4
- 1998 – Att skriva börjar här: inspiration, idéer och fakta (fackbok) Ordfront ISBN 91-7324-573-9
- 1998 – Om grundämnen (dikter) Albert Bonniers förlag ISBN 91-0-056665-9

### Som Maria Küchen
- 2000 – Lycklig hora (prosa) Ordfront ISBN 91-7324-724-3
- 2000 – Sång till en fjäril (prosa ungdom) Natur & Kultur ISBN 91-27-07853-1
- 2001 – De försvunnas namn (dikter) Albert Bonniers Förlag ISBN 91-0-057216-0
- 2002 – Själens rum i vardagen (prosa) Bokförlaget DN ISBN 91-7588-437-2
- 2002 – De behövande (prosa) Albert Bonniers Förlag ISBN 91-0-057589-5
- 2002 – Jag ser mig själv i en stulen spegel (prosa ungdom) Natur & Kultur ISBN 91-27-08663-1
- 2003 – Harhjärta (prosa) Forum ISBN 91-37-12110-3
- 2004 – Svart stjärna Forum ISBN 91-37-12361-0
- 2004 –Svarta diamanter: elva berättelser om liv och död  Alfabeta förlag (antologi tillsammans med Carina Burman m.fl.)
- 2006 – De heliga (roman) Bonnier ISBN 91-0-011047-7 och ISBN 978-91-0-011047-5
- 2006 – Anteckningar efter en frontalkrock med Gud Cordia ISBN 91-526-3095-1
- 2009 – Nio dagar i Maddes liv LL-förlaget ISBN 91-7053-277-X
- 2009 – Gamarna (prosa) Ordfront Ordfront ISBN 91-7037-352-3
- 2010 – Ett liv i din dag – ett år, 366 reflektioner Libris ISBN 91-7387-087-0
- 2015 – Söndagarna Artos ISBN 978-91-7580735-5
- 2015 – Rosariet, det marina (lyrik) 2015 Ellerströms ISBN 978-91-7247421-5
- 2016 – Att flyga Natur & Kultur ISBN 978-91-27-14774-4
- 2019 – Rymdens alfabet 2019 ISBN 9789127158269
- 2020 – Dahl, Susanne; Küchen Maria, Wisti Kent. Kyss. [Göteborg]: Skruv. Libris 7lscq0385d00bmg8. ISBN 9789151948607
- 2021 –  När jag bröt mot buden: en vandring genom fastan med budorden som vägvisare. Varberg: Argument. Libris 3gngqj841fpw0p4j. ISBN 9789173155960
- 2021 –  Jord och gudar. Stockholm: Natur & Kultur. Libris drzwlk2dbl7bs140. ISBN 9789127171862
- 2024 –  Livets vatten: en dagbok från de yttersta öarna. Ärkebiskopens fastebok ; 2024 (Första upplagan). Stockholm: Verbum. 2024. Libris 4mx6n3qk2sjqh2js. ISBN 9789152639597